# Rue du Mont Cenis
Die Rue du Mont Cenis ist eine Straße im 18. Arrondissement von Paris. 

## Lage

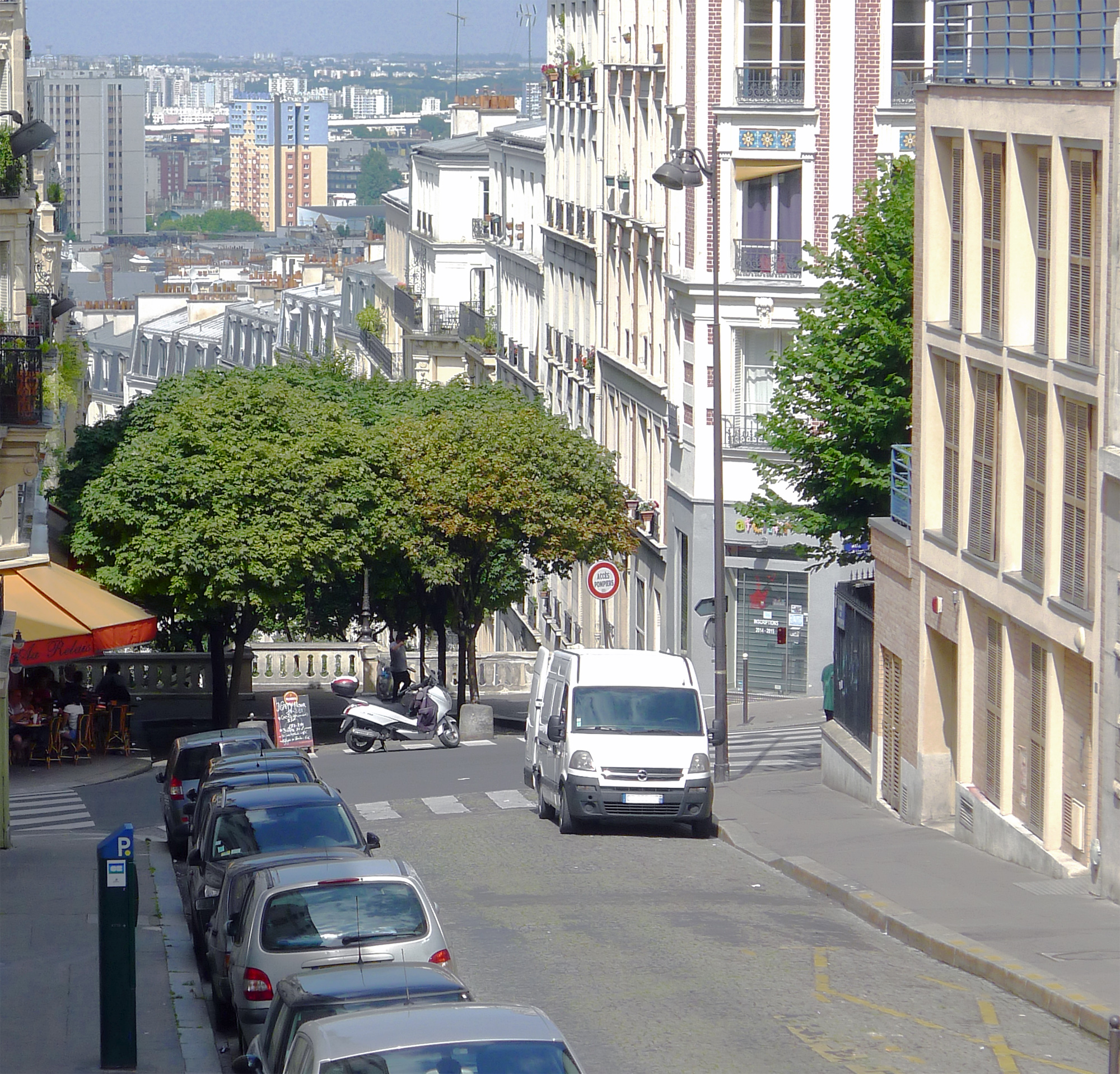
Rue du Mont Cenis
bei der Kreuzung
Rue Lamarck

Die Straße beginnt auf der Höhe des Montmartre am Square Nadar (125 m) und führt am Nordhang hinunter bis zur Rue Belliard (50 m). Dabei werden mehrere Straßen und zwei Plätze (Place Jules Joffrin, Place Albert Kahn) überquert. Außerdem gibt es drei Treppenabschnitte. 

## Namensursprung
Die Straße hieß im südlichen Teil «Petite rue Saint-Denis» und in der nördlichen Verlängerung «Chaussée Saint-Denis», denn hier verlief der Pilgerweg Saint-Denis.
Auf dem Montmartre spielt die Legende des heiligen Dionysius, der nach seiner Enthauptung diesen Weg genommen haben soll; daher der Name Saint Denis für die Wege und den Berg. Da die Straße sehr bergig ist, bekam sie 1868 unvermittelt den Namen Mont Cenis nach dem Bergmassiv in den Nordalpen.

## Geschichte
Die Straße folgt einem alten Weg im Dorf und in der Gemeinde Montmartre, wie dem Plan von Albert Jouvin de Rochefort aus dem Jahr 1672 zu entnehmen ist.  Der alte Bauernhof der Seigneurie de Clignancourt befand sich an der Stelle der heutigen Insel zwischen den Straßen Rue du Mont Cenis, Rue Marcadet und Rue Hermel.
Nach der Eingemeindung von Montmartre im Jahr 1859 wurde die Rue Saint-Denis offiziell in das Pariser Straßenverzeichnis aufgenommen (23. Mai 1863) und erhielt am 20. Juli 1868 den aktuellen Namen.

## Sehenswürdigkeiten
- Nr. 2: St-Pierre de Montmartre, ehemalige Abteikirche, 1133–1147 erbaut
- Nr. 13: Galerie Rousard im ehemaligen Cabaret Patachou
- Nr. 14: Wasserturm vom Montmartre im Square Claude Charpentier
- Nr. 22: Hier wohnte Hector Berlioz.[5]
- Am Place Jules Joffrin steht das Rathaus des 18. Arrondissement und die Notre-Dame de Clignancourt.
- Nr. 143: Eugène Dabit verbrachte seine Kindheit hier.

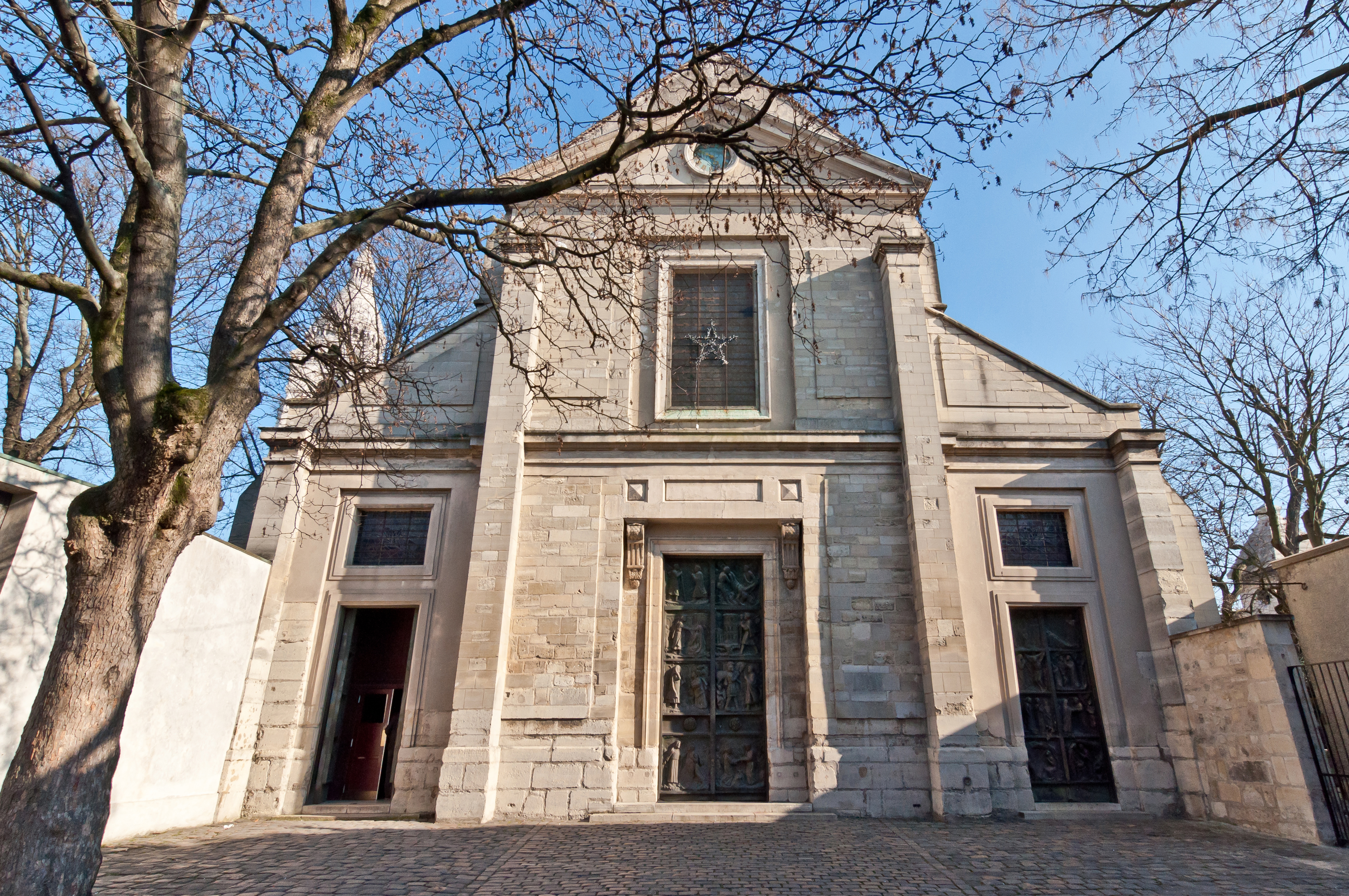
Fassade von St-Pierre de Montmartre
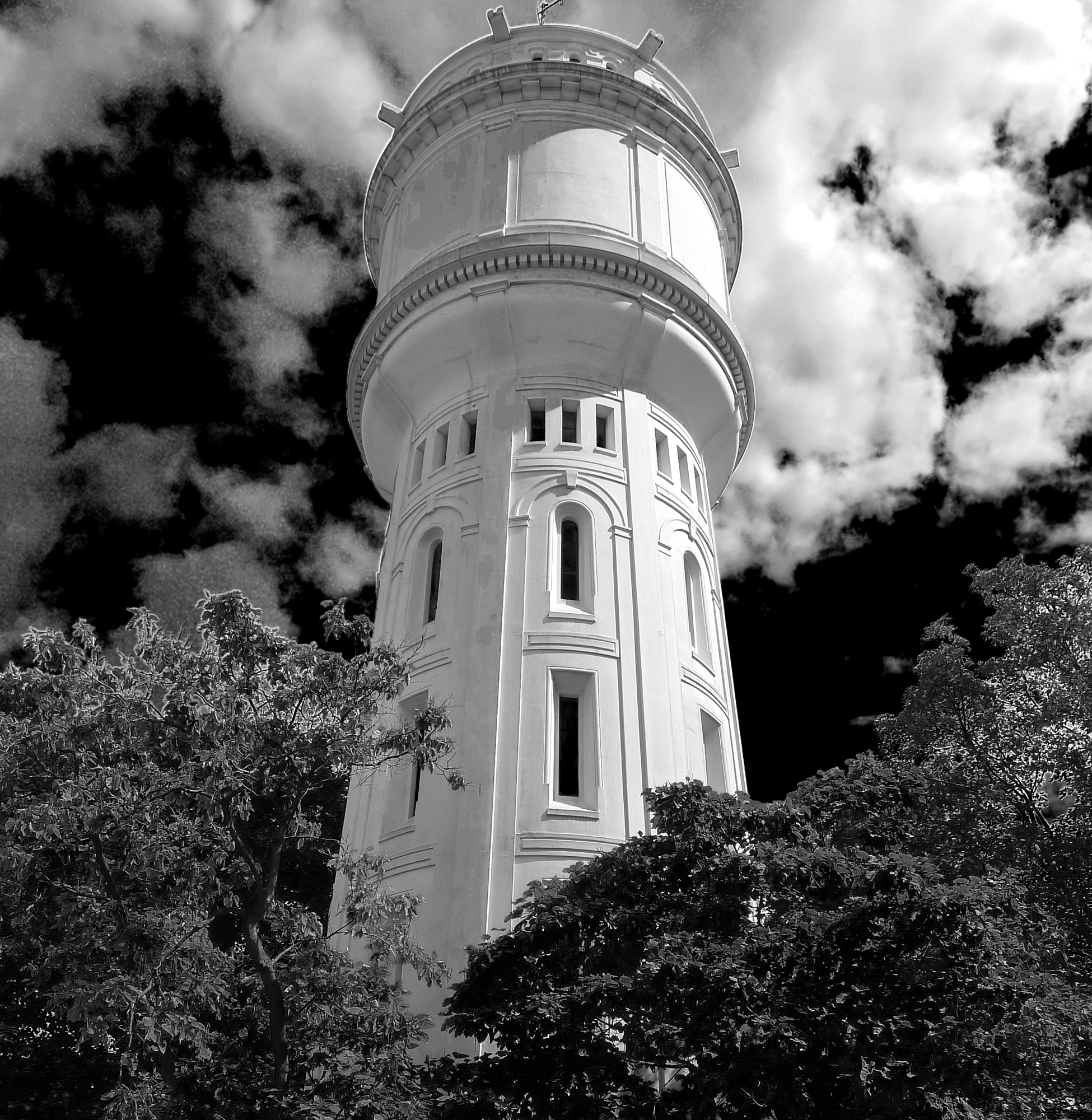
Wasserturm auf dem Hügel von Montmartre
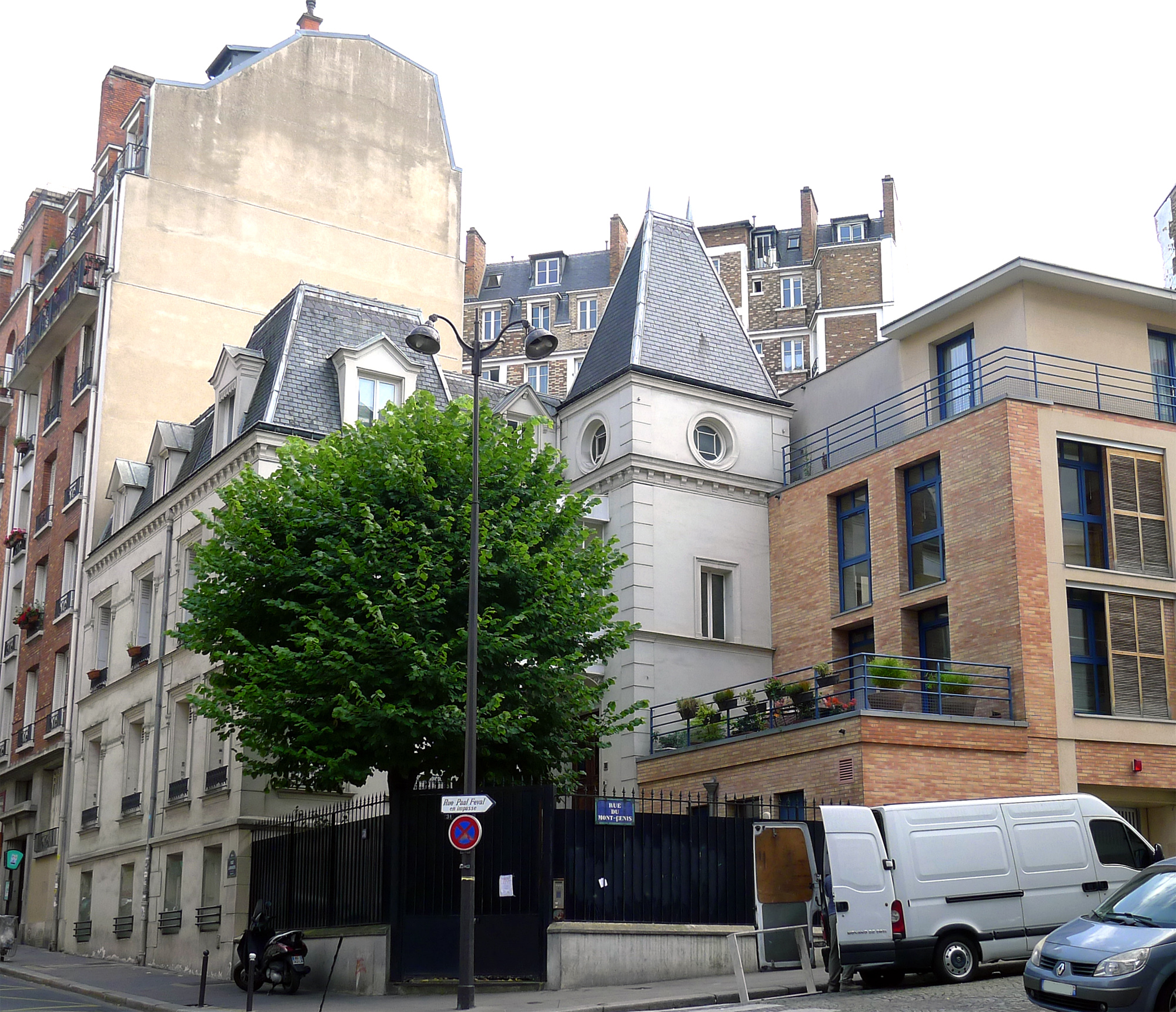
Ecke Rue Lamarck und Rue du Mont-Cenis